# Metro van Changsha
De metro van Changsha is een vorm van openbaar vervoer in de Chinese miljoenenstad Changsha. 
In 2014 opende een eerste metrolijn, lijn 2, die in 2015 werd verlengd. Deze lijn 2 vormt ruwweg de oost-westverbinding in de stad. In 2016 opende een tweede metrolijn, lijn 1, met noord-zuid oriëntatie.  De twee metrolijnen snijden elkaar in het stadscentrum, in het metrostation Wuyi Square, in het centraal gelegen district Furong van de stad, zowel grenzend aan het central business district en West Jiefang Road als aan de Huang Xing winkelwandelstraat. Vanuit dit metrostation is er een directe verbinding met het shopping centrum in de sokkel van de hoogste wolkenkrabber van de provincie, de Changsha IFS Tower T1.
Lijn 2 verbindt ook het centraal gelegen treinstation van de stad, knooppunt van de traditionele treintrajecten, met het zuidstation van de stad, knooppunt van de CRH-hogesnelheidslijnen die de stad bedienen. In het zuidstation is ook de terminus van een magneetzweeftrein, de onafhankelijk uitgebate Changsha Maglev die dit station met de Internationale luchthaven Changsha Huanghua verbindt.
Lijn 4 werd geopend in mei 2019. Deze lijn loopt van noordwest tot zuidoost, in een boog ten westen van het stadscentrum. De lijn heeft 4 gemeenschappelijke stations met lijn 2, een intersectie in het westen, een intersectie in het oosten en op het einde van het traject deelt de lijn zelfs twee nog oostelijker gelegen stations met lijn 2. Lijn 4 heeft een intersectie met lijn 1, in het zuiden van de stad.
De metrolijnen 3, 5 en 6 werden ingehuldigd in respectievelijk 2020, 2020 en 2022. In 2017 telde de metro op de toen reeds operationele lijnen dagelijks gemiddeld 639.000 reizigers, in 2021 was dit toegenomen tot een gemiddeld dagelijks publiek van 1.610.000 reizigers. In 2013 werd een record gevestigd met 3.741.600 reizigers op de drukste dag van het jaar.

## Lijnen
| Lijn   | Eindbestemmingen                            | Geopend     | Lengte  | Stations |
| ------ | ------------------------------------------- | ----------- | ------- | -------- |
| 1      | Jinpenqiu - Shangshuangtang                 | 2016 - 2024 | 33,4 km | 25       |
| 2      | West Meixi Lake - Guangda                   | 2014 - 2015 | 26,6 km | 23       |
| 3      | Shantang - Xiangtan North Railway Station   | 2020 - 2023 | 53,7 km | 33       |
| 4      | Guanziling - Dujiaping                      | 2019        | 33,5 km | 25       |
| 5      | Maozhutang - Shuiduhe                       | 2020        | 22,5 km | 18       |
| 6      | Xiejiaqiao - Huanghua Airport T1 & T2       | 2022        | 48,1 km | 34       |
| Xihuan | Dawangshan - Xiangtan North Railway Station | 2023        | 17,3 km | 8        |